# Apley Castle

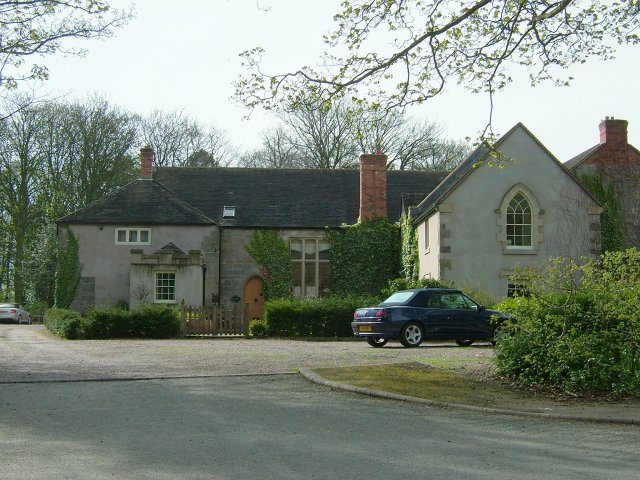
Umgebaute Stallungen mit Überresten der originalen Burg

Apley Castle war ein mittelalterliches, befestigtes Herrenhaus mit Burggraben im Dorf Hadley bei Wellington in der englischen Grafschaft Shropshire.

## Geschichte
Anfang des 14. Jahrhunderts gehörte die Grundherrschaft der Familie Charlton, die zu den größeren Landbesitzern dieser Gegend zählten. Im Jahre 1327 erhielt Sir Alan Charlton die Erlaubnis, sein Herrenhaus zu befestigen (engl.: „Licence to crenellate“). Die Bauarbeiten wurden bald danach ausgeführt und schufen ein Gebäude mit quadratischem Grundriss um einen Innenhof in der Mitte. Charltons Nachkommen ließen die Burg Ende des 16. und Anfang des 17. Jahrhunderts wesentlich zu einem elisabethanischen Herrenhaus ausbauen, wobei man grauen Werkstein verwendete.
1642 fiel die Burg durch Heirat an Thomas Hammer, der Francis Charlton geheiratet hatte. Beim Ausbruch des englischen Bürgerkrieges ließ Hammer, der die Royalisten unterstützte, sein Herrenhaus befestigen, sodass es eine wertvolle Festung in der Nähe von Shrewsbury bildete. Angestachelt durch Francis’ jüngeren Bruder plünderten parlamentaristische Streitkräfte das Haus während des Krieges: £ 1500 Schaden entstand dabei und das Blei des Daches wurde gestohlen und für Shrewsbury Castle verwendet.
Ein zweites Herrenhaus, ebenfalls Apley Castle genannt wurde 1791–1794 für die Charltons errichtet und die reparierte alte Burg diente als Stallungen für dieses Gebäude. Dieses neue Herrenhaus wurde 1955 abgerissen und seine Stallungen verfielen. 1996 wurden diese Stallungen mit ihren mittelalterlichen Elementen restauriert und in ein privates Wohnhaus umgewandelt. Das Anwesen wurde von English Heritage als historisches Gebäude II*. Grades gelistet.